# Dinactina
Dinactina o Complejo activador dineína es una proteína de múltiples subunidades encontrada en la Célula eucariota, que colabora en el transporte intracelular bidireccional al unirse a Dineína y Kinesina II y vincular a estas a un orgánulo o una vesícula para su transporte.

## Estructura y mecanismo de acción
La dinactina consiste de muchas subunidades de las cuales el doblete p150Glued (codificado por el gen DCTN1) es el más grande y ha sido encontrada por ser esencial para la función.
Esta estructura de dinactina esta altamente conservada en vertebrados. Hay tres isoformas codificadas por un único gen p150Glued.
El complejo dinactina visualizado por microscopia electrónica, aparece como un filamento corto de 37 nm de longitud, que se asemeja a la F-actina, con un filamento más delgado orientado lateralmente, que termina en dos cabezas globulares.
 
El complejo dinactina consiste de tres dominios estructurales mayores:
- (1) brazos laterales-hombro: DCTN1, DCTN2/dinamitina, DCTN3/p22/p24
- (2) la barra Arp1: Arp1/centractina, actina, CapZ;
- (3) complejo de extremo puntiagudo: Actr10/Arp11, DCTN4/p62, DCTN5/p25, y DCTN6/p27.

La dinactina interacciona con la dineína directamente por la unión de la cadena intermediaria de dineína a con el doblete p150Glued.

La DCTN2 (dinamitina) está también involucrada en el anclaje de los microtúbulos a los centrosomas y pueden jugar un papel en la formación de la sinapsis durante el desarrollo cerebral.

La DCTN4 (p62) se une directamente a la subunidad Arp1 de la dinactina.

Arp1 ha sido visto como el dominio para la unión de dinactina a la membrana de las vesículas
(tal como el Golgi o endosoma tardío) a través de su asociación con la β-espectrina.

## Funciones
La dinactina es a menudo esencial para la actividad de la dineína 
y puede ser pensado como un "receptor dineína" que modula la unión de la dineína a los orgánulos de la célula, las que son transportadas a lo largo de los microtúbulos.

La dinactina también mejora la procesividad de la dineína citoplasmática y del motor  kinesina II.
La dinactina está involucrada en varios procesos como el alineamiento de cromosomas y la organización del huso meiótico en la división celular.
La dinactina contribuye al enfoque del huso mitótico a través de su unión a la proteína NuMA. 
Nota: NuMA es una gran proteína nuclear que es necesaria para la organización del huso y se acumula en los polos del huso mitótico durante la mitosis.
La dinactina también apunta al cinetocoro a través de la unión entre DCTN2/dinamitina y zw10, y tiene un rol en la inactivación del punto de control del huso mitótico. 

Además la dinactina ha demostrado que desempeña un papel esencial en el mantenimiento de la posición nuclear en la mosca Drosophila,
Pez cebra o en diferentes hongos. 

La dineína y dinactina se concentran sobre la envoltura nuclear durante la profase y facilitan la descomposición de la envoltura nuclear. 

La dinactina es también necesaria para el anclaje de los microtúbulos al centrosoma y la integridad del centrosoma.

La desestabilización del grupo centrosomal de dinactina también causa la separación anormal del centriolo G1 y entrada demorada a la fase S, sugiriendo que la dinactina contribuye al reclutamiento de importantes reguladores del ciclo celular a los centrosomas.

Además del transporte de varios orgánulos en el citoplasma, la dinactina también enlaza a la kinesina II a los orgánulos.

## Lecturas Adicionales
- «Brain disorder suggests common mechanism may underlie many neurodegenerative diseases». 11 de enero de 2009.

- Datos: Q21105411
- Multimedia: Dynactin / Q21105411